# Cviček

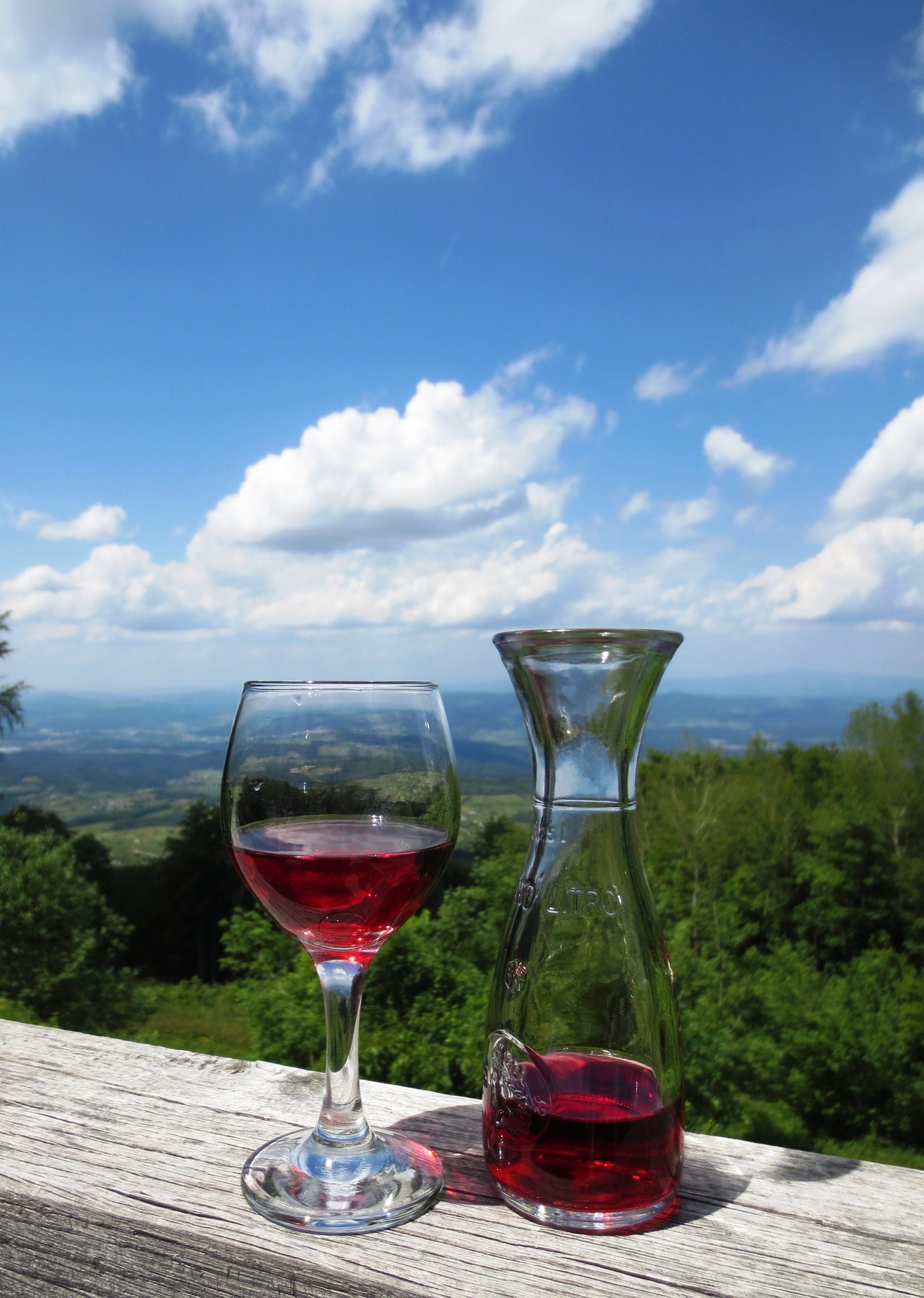
Ein Glas mit der slowenischen Weinspezialität Cviček

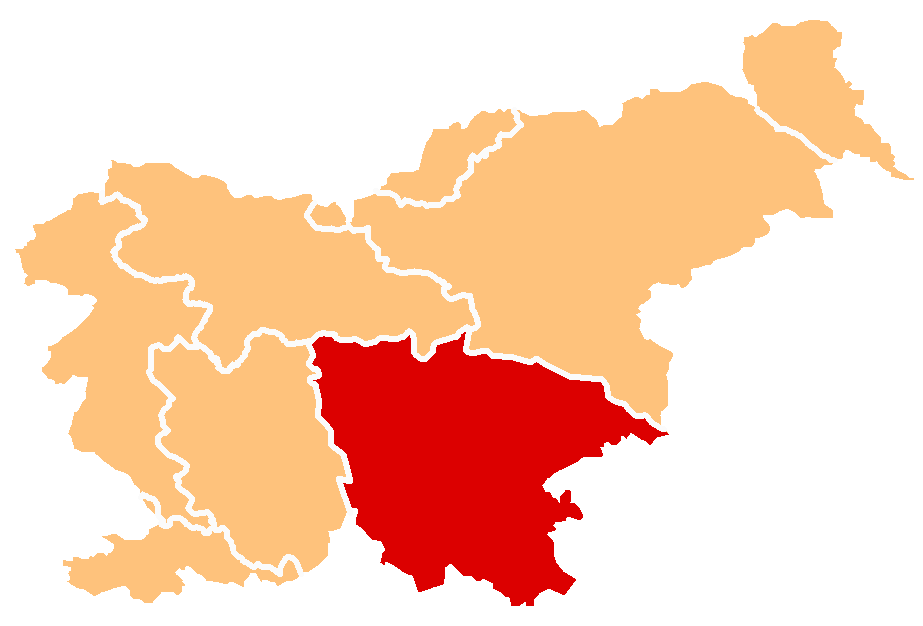
Unterkrain, die Herkunftsregion des Cviček

Der Cviček ist eine slowenische Weinspezialität, die die Qualitätsbezeichnung PTP (Priznano Tradicionalno Poimenovanje) tragen darf. Er ist eine Mischung aus bis zu vierzehn voll ausgebauten Rot- und Weißweinen, in der der Rotweinanteil mit bis zu 70 Prozent dominiert, so dass der Wein ein hellrotes, rosé-farbenes Aussehen hat. Da nach EU-Recht fertig vergorene Rot- und Weißweine zur Erzeugung von Qualitätsweinen nicht vermischt werden dürfen, wurde eigens für den slowenischen Cviček eine Sondergenehmigung erlassen. Eine gewisse Ähnlichkeit besteht zu verschiedenen Rotlingen, doch werden bei diesen die Trauben beziehungsweise die Maische von verschiedenen roten und weißen Sorten gepresst und vergoren und nicht fertige Weine vermischt.
Cviček ist der ursprüngliche Tischwein des slowenischen Save-Krka-Gebietes südlich von Celje. Nur Weine aus der Dolenjska-Region dürfen als PTP Cviček gehandelt werden. Ausbau der Grundweine und die anschließende Mischung variieren von Weinbauer zu Weinbauer. Immer jedoch ist die sehr alte, wahrscheinlich in Slowenien beheimatete rote Rebsorte Žametovka mit meist 50 Prozent (gelegentlich mit bis zu 60 Prozent) die Trägersorte. Daneben werden vor allem Weine aus Blaufränkisch und Blauem Portugieser beigemischt. Etwa 30 Prozent, zuweilen auch bis zu 40 Prozent des Cviček bestehen aus Weißweinen, unter denen Welschriesling die wichtigste Sorte ist. Außerdem werden in geringerem Ausmaß Weine aus der Kraljevina (einer zwar roten Portugieser-Varietät, die aber weiß gepresst wird), aus Chasselas, Grünem Silvaner und Stajerska Belina (wahrscheinlich Roter Veltliner) der Mischung hinzugefügt. Vor allem der Weißweinanteil im Cviček variiert sehr stark.
Der Cviček ist ein blassroter, trockener, sehr säurebetonter Wein mit einem durchschnittlichen Alkoholgrad von etwa 9 Volumprozent.
Er sollte jung und gut gekühlt getrunken werden.
Cviček ist auch der slowenische Trivialname des Sauerdorns (Berberis vulgaris).